# アクリル絵具

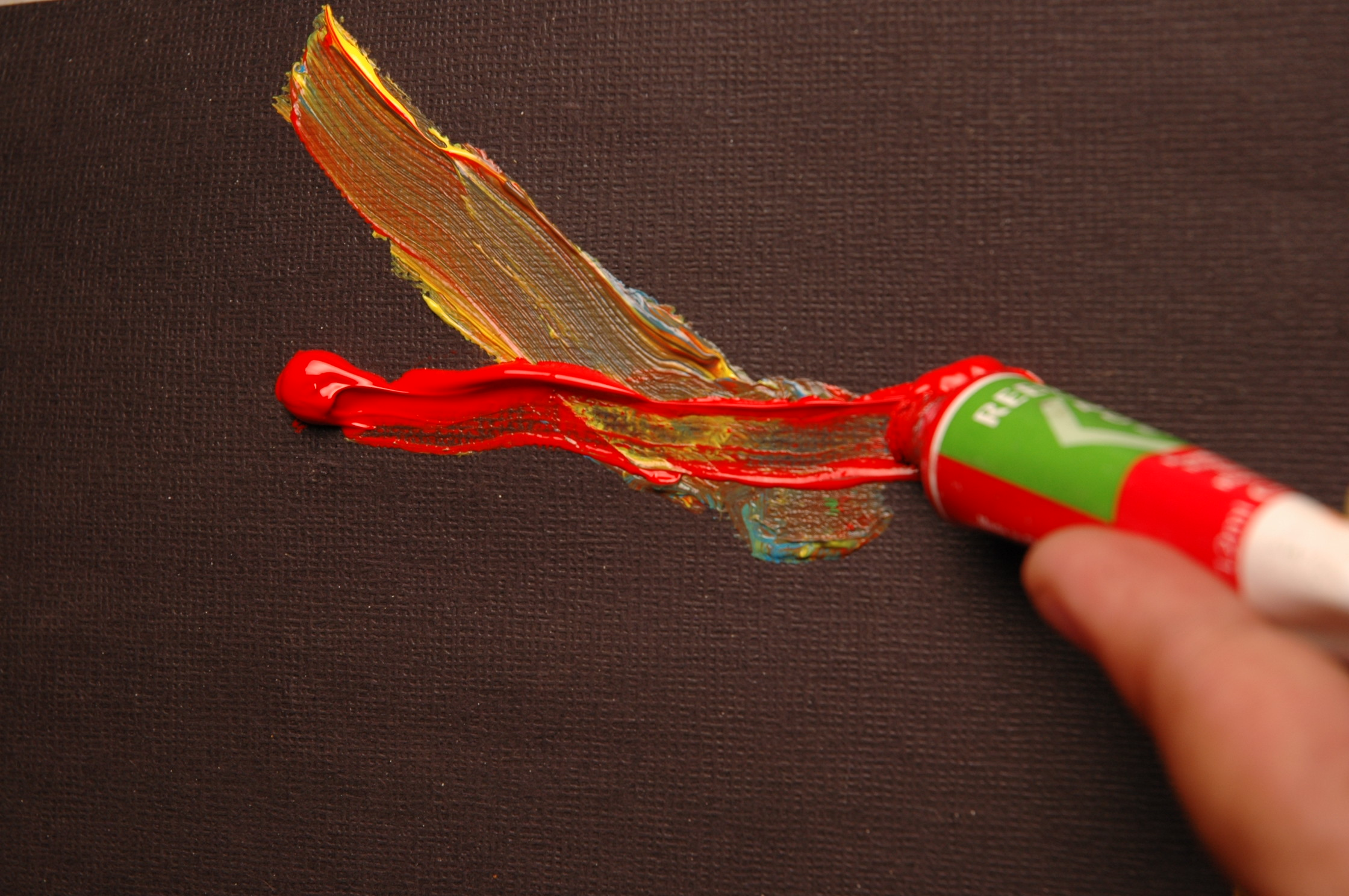
アクリル絵具

アクリル絵具（アクリルえのぐ、アクリリックペイント、英: Acrylic paint）は、アクリル樹脂を固着材に用いた絵具。

## 特徴

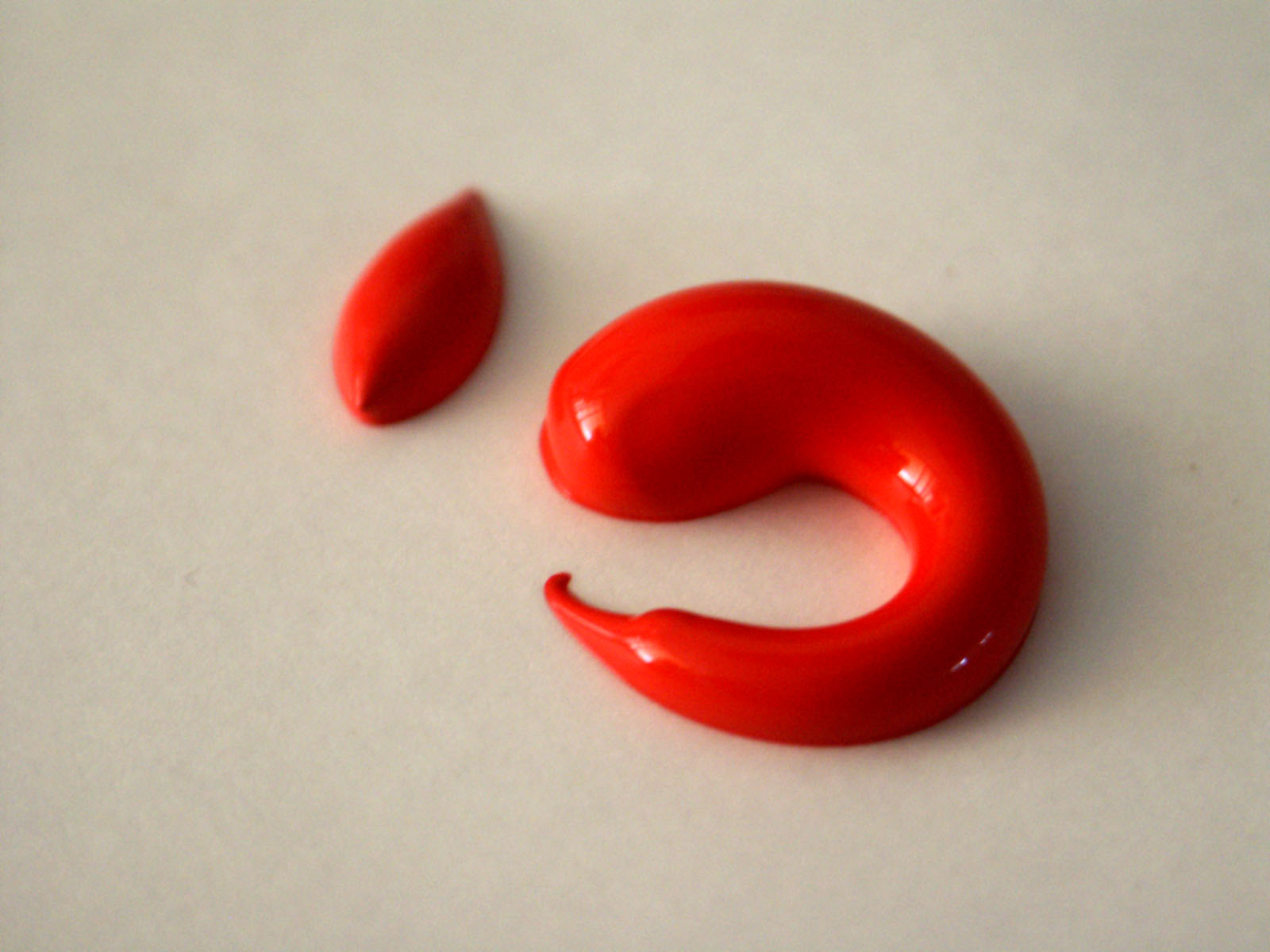
アクリル絵具 赤

近代的な石油化学の発達によって生産することが可能になった「絵具」である。厚塗りなど油彩絵具の表現力と、水洗いが可能な水彩絵具の扱いやすさを兼ね備える。アクリルガッシュでは水彩ガッシュの代用品ともなる。
自作が困難で、メーカーやブランドの異なる製品の併用に難があるといった性質がある。固着材の加工について絵画材料と絵画技法に関する著作では言及されず、伝統的な絵具とは性格が大きく異なる、批判的に考察されるものである。現在一般に購入できるアクリル絵具のほとんどは水溶性である。乾燥が極めて早く、乾燥後に耐水性となる性質から、手軽な絵具のひとつである。
アクリリックス(acrylics)は当初工業用途として開発されたものの、メキシコ壁画運動に加わったディエゴ・リベラ、ダビッド・アルファロ・シケイロス、ホセ・クレメンテ・オロスコらが壁画に適したペイント（塗料・絵具）を求めたことから、描画に適した製品の開発が進められた。
商業用絵具として発売された最初のアクリル絵具は、アメリカ合衆国のボクーが開発したMagnaという製品で、溶剤型の絵具である。Magnaを使った作家として、モーリス・ルイス、ロイ・リキテンスタイン、ケン・ノーランドなどがいる。その後、1958年に、アメリカ合衆国のパーマネントピグメント（現在はコルアート傘下）がLiquitexの商標で販売を開始した水性アクリル絵具により急速に普及した。アクリル絵具はアメリカ合衆国の企業が大手筋であり、製品も多い。固着材の性質に由来する顕色成分の少なさなどから、いわゆる塗料のような性質も具えている。アクリルラッカーやエナメル塗料の類縁である。

## 種類
溶剤型アクリル絵具と水性アクリル絵具とがある。

### 溶剤型アクリル絵具
Magnaの商標で販売されたアクリル絵具は、1940年代後半に米国Bocour社（現在は廃業）によって開発された絵具で、溶剤に溶解したアクリル樹脂を展色材として顔料を練り込んだ絵具である。近代の新しい絵具として、モーリス・ルイス、ケネス・ノーランド、ロイ・リキテンスタインなどのアメリカのアーティストを中心に使われた。現在はほとんど使われていないが、MAGNAの技術は、Magna開発者のSam Goldenが1980年に創業したアクリル絵具製造を専業とするGolden Artist Colors Inc.において、修復用絵具のMSA Colorに引き継がれている。また、このMSA Colorを壁画などに用いる場合も稀にある。MAGNAは乾燥後も溶剤に可溶であり除去が比較的容易だったために、絵画修復の補彩作業にも用いられたが、MSA Colorほどには溶解性は高くない。

### 水性アクリル絵具

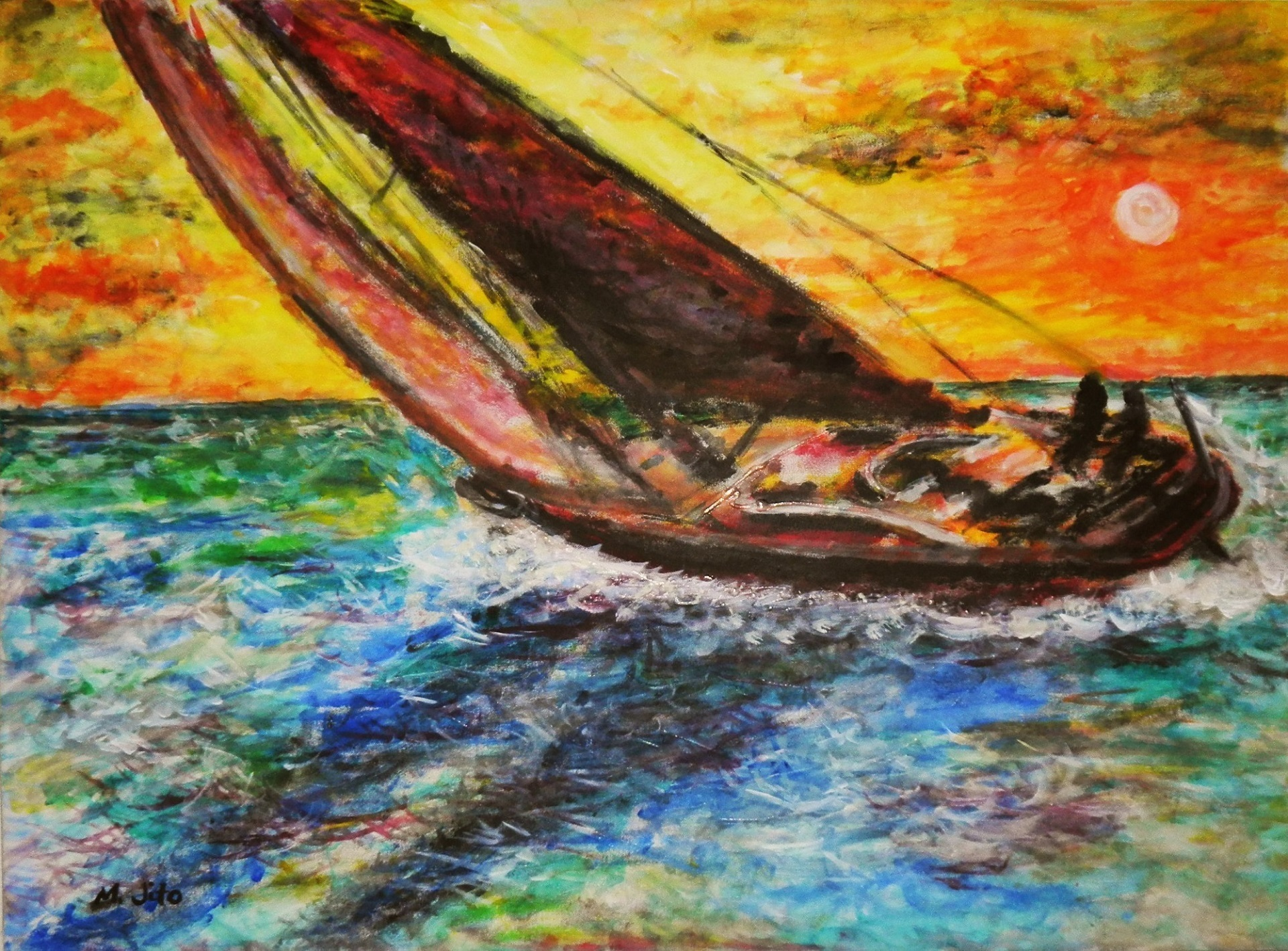
水性アクリル絵具での描画表現の例

水性アクリル絵具は、顔料にアクリル樹脂エマルションで練り上げた絵具 である。水彩絵具と同様に水に溶けるが、乾燥すると優れた耐水性を示す。耐候性にも優れ、屋外に使用できる。接着力が大きく、紙やキャンバスだけでなく、金属、ガラス、コンクリート等様々な支持体に描画できる。また、油絵具と比較すると速乾である。水溶性を活かした透明水彩絵具に似た技法から、耐水性や速乾性を活かした厚塗りの油彩的手法まで、様々な技法を用いることが出来る。また、様々なメディウムを混合することにより、光沢や粘稠度等を調整してさらに多様な表現が可能である。絵画以外にも、壁画や装飾、模型、アニメーションにおけるセル画の着色（アニメカラーを参照）などに用いられる。また、顔料単体に似た発色をする艶消しのアクリルガッシュもある。

#### アクリルガッシュ
アクリルガッシュは、主として耐水性を付与されたデザイン用途での絵具としての性格を念頭に作られた絵具である。固着材がいわゆる水性アクリル絵具より少ないことや、鮮やかだが耐光性のない顔料がしばしば使われていることから、耐久性、耐光性には難がある。ゲルメディウム、モデリングペーストなどを混ぜれば、極端な厚塗りも可能である。アクリル絵具は速乾性の効率的な絵の具であり、人工物としての性格が強く、デザイン以外にも多くポップで軽快なテイストのイラストなどに用いられる。ただし、削り出しなど工夫によって重厚な画風とも調和し得る。アクリルガッシュは、水分が蒸発することで塗膜が固化するので乾燥は早く、効率的に描画出来るので、美術系大学のデザイン科などの入試における平面構成やイラストレーション、建築のパースなどに用いられる。
アクリルガッシュを国内で最初に製品化したのはターナー色彩㈱（1982年）だが、それ以前にイギリスのGeorge Rowney社（現在はDaler Rowney)が1970年頃に、Acrylic Designer's Gouacheの品名で商品化していたもののほどなく廃版となった（出典：George Rowney 1970年版カタログ、ターナー色彩ウェブサイト沿革）

## アクリル絵具の製造・供給を行っている企業

### 日本国内
- ターナー色彩
- ホルベイン工業
- 松田油絵具[4]
- ニッカー絵具製作所[5]
- サクラクレパス
- ぺんてる

### 海外

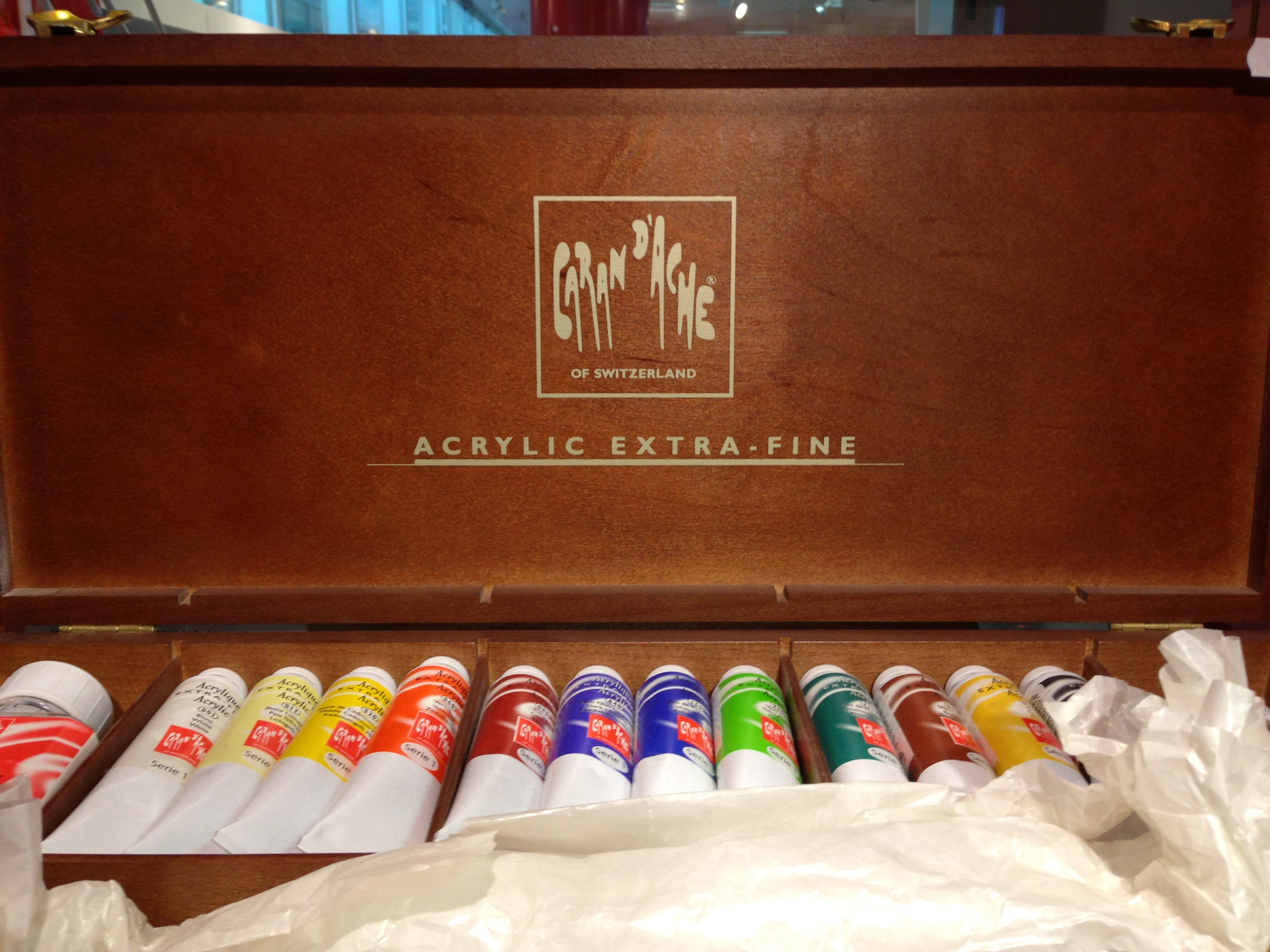
Pabloアクリル絵具セット Caran d'Ache社

- GOLDEN Artist Colors, Inc.
- バニーコルアート株式会社 - コルアート社は多くのブランド、絵具会社を吸収しており、リキテックス、ウィンザー&ニュートン、ルフランブルジョアなどはその傘下にある。
  - リキテックス - 高い安定性を持つアクリル絵具を世界で初めて供給。豊富なメディウムとともに、モーリン株式会社など、ジオラマ素材の調色用にセット販売もされる。
  - ウィンザー・アンド・ニュートン
- Grumbacher
- ダ ビンチ ペインツ
- デラー ラウニー
- ロイヤルターレンス
- Old Holland
- シュミンケ (H. Schmincke & Co. GmbH & Co. KG)
- LUKAS
- ラスコー (Lascaux Colours & Restauro, Barbara Diethelm AG) - 画家の千住博が材料・素材として「ラスコー」と書くのは、この会社の事である。
- デリバン

他多数